# Pitovití
Pitovití (Pittidae) jsou čeleď pěvců, jež se vyskytuje v Asii, Australasii a Africe. Existuje více než 40 druhů pit, které jsou si podobné vzhledem i chováním. Pitovití představují starosvětské zástupce podřádu křikaví a jejich nejbližšími příbuznými jsou ptáci z čeledi Calyptomenidae (česky loboši). Pitovití původně tvořili jediný rod, ale moderní systematika je dělí do tří rodů: Pitta, Erythropitta a Hydrornis. Představují středně velké pěvce, na délku měří 15 až 25 cm, tělo je zavalité, se silnými a dlouhými končetinami. Vyznačují se velmi krátkým ocasem a mohutným, mírně zahnutým zobákem. Mnoho z nich má pestře zbarvené opeření.
Většina pitovitých žije v tropech, několik druhů se vyskytuje i v mírném pásu. Většinou žijí v lesích, ale některé přivykly životu v křovinách a mangrovech. Pohybují se většinou na zemi, žijí hlavně samotářsky a potravu hledají na vlhkých lesních půdách. Živí se žížalami, plži, hmyzem a jinými bezobratlými, ale i drobnými obratlovci. Jsou monogamní, samice snášejí až šest vajec, která ukládají do velkého klenutého hnízda na stromě nebo keři, někdy i na zemi. O mláďata se starají oba rodiče. Čtyři druhy pitovitých jsou tažné, několik dalších pak částečně tažných, i když jejich migrace jsou jen málo prostudovány.
Hlavní hrozbou pro pitovité je úbytek stanovišť v podobě rychlého odlesňování, navíc jsou cílem odchytu pro obchod s klecovými ptáky. Pro své pestré opeření a obtížnou pozorovatelnost jsou oblíbené mezi pozorovateli ptáků.

## Taxonomie a systematika
Vnitřní systematika pitovitých podle Selvatti et al, 2016

|  | \| \| Pitta \| \| \| \| \| \| Erythropitta \| \| \| \| |
|  |                                                        |
|  | Hydrornis                                              |
|  |                                                        |
|  | Pitta                                                  |
|  |                                                        |
|  | Erythropitta                                           |
|  |                                                        |

|  | Pitta        |
|  |              |
|  | Erythropitta |
|  |              |

První vědecky popsanou pitou se stala pita devítibarvá (Pitta brachyura), již popsal a ilustroval anglický ornitolog George Edwards v roce 1764. Carl Linné tento druh zařadil do svého revidovaného 12. vydání díla Systema naturae (1766–1768), přičemž pita spadala do čeledi Corvidae a nesla vědecké jméno Corvus brachyurus. O deset let později pitu devítibarvou spolu s dalšími třemi druhy pit přesunul Statius Müller do čeledi drozdovitých (Turdidae) a rodu Turdus. V roce 1816 francouzský ornitolog Louis Vieillot zavedl nový rod Pitta, jehož jméno je odvozeno od telugského slova pitta, což v překladu znamená „malý pták“.
Počet rodů pitovitých v průběhu historie značně osciloval, od jediného rodu až po vícero rodů. Teprve analýza jaderné DNA z roku 2006, jež zahrnovala většinu zástupců čeledi, prokázala existenci tří hlavních kladů pitovitých a na základě této studie byly pity rozděleny do tří rodů. První klad, jehož zástupci nesou rodové jméno Erythropitta, zahrnuje vesměs malé ptáky s krátkými ocasy, výraznými karmínovými nebo červenými znaky na spodních partiích a zelenavými nebo modravými zády. Druhý rod, Hydrornis, zahrnuje asijské druhy. Morfologicky se tito ptáci často liší, nicméně jako jediné pity vykazují pohlavní dimorfismus v opeření a vyznačují se rovněž kryptickým opeřením u nedospělých jedinců. Do tohoto rodu je klasifikována i pita ušatá, jež byla pro své zjevně primitivní znaky často řazena do vlastního rodu Anthocincla. Třetí rod, Pitta, je nejrozšířenější a zahrnuje mimo jiné všechny stěhovavé druhy. Je možné, že mnoho ostrovních forem pitovitých pochází z podobných stěhovavých předků. Toto rozdělení na tři rody uznává většina taxonomických autorit.
Následující seznam 44 druhů pitovitých vychází z publikace Birds of the World: Recommended English Names od Mezinárodní ornitologické unie.
| Obrázek | Rod          | Druhy |
| ------- | ------------ | --- |
|         | Hydrornis    | - pita ušatá, Hydrornis phayrei - pita nepálská, Hydrornis nipalensis - pita indočínská, Hydrornis soror - pita rezavohlavá, Hydrornis oatesi - pita sumaterská, Hydrornis schneideri - pita modropláštíková, Hydrornis caerulea - pita modrohlavá, Hydrornis baudii - pita azurová, Hydrornis cyanea - pita proužkobřichá, Hydrornis elliotii - pita páskovaná, Hydrornis guajana - Hydrornis irena - Hydrornis schwaneri - pita thajská, Hydrornis gurneyi                                                 |
|         | Erythropitta | - pita luzonská, Erythropitta kochi - pita červenobřichá, Erythropitta erythrogaster - pita sulská, Erythropitta dohertyi - Erythropitta celebensis - Erythropitta palliceps - Erythropitta caeruleitorques - Erythropitta rubrinucha - Erythropitta rufiventris - Erythropitta meeki - Erythropitta novaehibernicae - Erythropitta macklotii - pita bornejská, Erythropitta arquata - pita granátová, Erythropitta granatina - pita nížinná, Erythropitta ussheri - pita horská, Erythropitta venusta       |
|         | Pitta        | - pita kápová, Pitta sordida - pita obrovská, Pitta maxima - pita nádherná, Pitta superba - pita azurovoprsá, Pitta steerii - pita africká, Pitta angolensis - pita konžská, Pitta reichenowi - pita devítibarvá, Pitta brachyura - pita hnědokorunkatá, Pitta nympha - pita modrokřídlá, Pitta moluccensis - pita pobřežní, Pitta megarhyncha - Pitta concinna - pita ozdobná, Pitta elegans - Pitta vigorsii - pita hřmotivá, Pitta versicolor - pita černolící, Pitta anerythra - pita duhová, Pitta iris |

Za taxonomickou autoritu, jež zavedla čeleď pitovitých, je pokládán buďto anglický ornitolog William John Swainson (1831), anebo francouzský ornitolog Charles Lucien Bonaparte (1850). Ačkoli Swainson jako první operuje s termínem Pittae, podle názorů některých biologů, jako je americký ornitolog Storrs Olson, nejde o snahu zavést vědecké jméno, pouze o množné číslo. V rámci vnější systematiky je čeleď pitovitých řazena do řádu pěvců, podřádu křikavých (Tyranni) a skupiny Eurylaimides. Ta zahrnuje loboše z čeledí Eurylaimidae a Calyptomenidae, pitovcovité (Philepittidae) a pipulkovce širokozobého z monotypické čeledi Sapayoidae (jediný americký zástupce skupiny). Co se týče příbuzenských vztahů, podle studie z roku 2006 jsou pitovití sesterskou skupinou vůči lobošům a pitovcům, přičemž původ celé skupiny Eurylaimides autoři hodnotí jako asijský.
Dvě studie DNA z let 2015 a 2016 došly k odlišným závěrům a zjistily, že Eurylaimides zahrnuje dva klady, přičemž pitovití tvoří klad s loboši z čeledi Calyptomenidae (rody Smithornis a Calyptomena). Studie z roku 2016 také zpochybnila dřívější tvrzení o původu skupiny a dospěla k závěru, že křikaví Eurylaimides se rozšířili z Afriky, s pipulkovcem jakožto sesterským taxonem vůči všem ostatním známým čeledím. Pity se od dvou rodů lobošů vydělily v průběhu oligocénu před 24 až 30 miliony let. K diverzifikaci pitovitých ve Starém světě tedy došlo téměř 15 milionů let před příchodem pozemních zpěvných (Passeri), což jim umožnilo obsadit příslušné niky. Naopak přítomnost specializovaných zpěvných v Austrálii zřejmě zabránila větší diverzifikaci pitovitých na tomto kontinentu.

## Popis

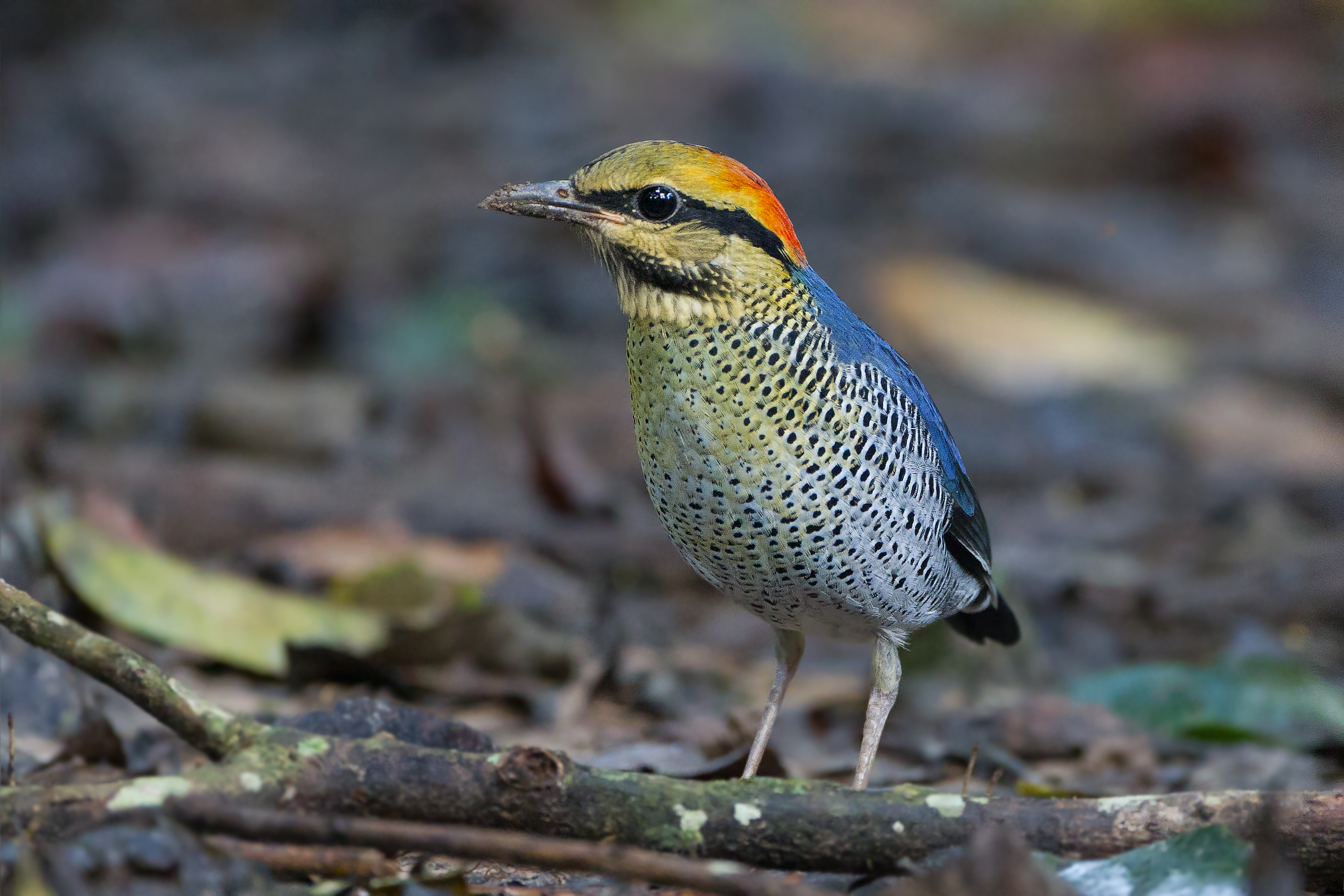
Pita azurová, jeden z pohlavně dimorfních druhů rodu Hydrornis

Pity jsou malí až středně velcí ptáci, nejmenším zástupcem je pita bornejská (Erythropitta arquata), jež měří 15 cm, zatímco pita modropláštíková (Hydrornis caeruleus) může měřit až 29 cm. Hmotnost se pohybuje od 42 do 210 g. Pity mají podsaditá těla s tlustými holeněmi (resp. tibiotarsy) a dlouhými chodidly. Zbarvení končetin se může výrazně lišit i v rámci jednoho druhu. Je možné, že podobný znak je výsledkem pohlavního výběru a samice na základě něj posuzují kvalitu potenciálního partnera. Křídla jsou vybavena deseti ručními letkami, jež jsou obecně zakulacené a krátké; u čtyř stěhovavých druhů jsou křídla o něco špičatější. Předloketních letek je devět, desátá zůstává pouze rudimentární. Pity jsou obecně zdatnými letci, přesto se ale zdržují převážně na zemi a létají jenom zřídka. Ocas je krátký až velmi krátký, kryje jej dvanáct per. Lebka se ve srovnání s lebkami ostatních pěvců vyznačuje velkými spánkovými jamkami.
V porovnání s většinou ostatních lesních druhů ptáků mají pity často pestré opeření. Pouze jeden druh, pita ušatá (H. phayrei), se vyznačuje nevýrazným zbarvením, a to u obou pohlaví. Rod Hydrornis, kam se pita ušatá řadí, zahrnuje mimo jiných druhů i pitu nepálskou (H. nipalensis), pitu indočínskou (H. soror) a pitu rezavohlavou (H. oatesi), přičemž všechny tyto tři druhy mají taktéž spíše tmavší, méně výrazné opeření. Samci i samice pit si bývají svým zbarvením velmi podobní. U rodu Hydrornis se však objevuje pohlavní dimorfismus, kdy peří samic není natolik výrazné jako v případě samců. U většiny zástupců čeledi se jasnější barvy rozvíjejí spíše na spodní straně těla, přičemž světlé, barevné plochy peří na kostřeci, křídlech a ocasních krovkách mohou pity v případě potřeby skrýt. Tato schopnost představuje ochranu proti predátorům; pity, jakožto ptáci žijící v podrostu, jsou nejohroženější napadením shora. Pouze čtyři druhy pitovitých mají svrchní stranu těla světlejší.

## Výskyt a stanoviště
Pity se vyskytují v Asii, Austrálii a Africe. Obecně to jsou ptáci tropických lesních a křovinatých oblastí, kteří tráví značnou část života na zemi. Většina druhů vyžaduje zalesněné areály s bohatým podrostem a podestýlkou, často navíc žijí v přítomnosti vodních toků. Některé druhy obývají bažiny a bambusové lesy a pita pobřežní (Pitta megarhyncha) je přizpůsobena životu v mangrovníkových porostech. Několik druhů vyžaduje ke svému životu výhradně nížinné lesy. Například australská pita duhová (P. iris) obývá pouze regiony nepřevyšující 400 m. Jiné pity se mohou vyskytovat i v mnohem vyšších nadmořských výškách, například pita rezavohlavá byla nalezena až do nadmořské výšky asi 2 600 m. U pity hnědokorunkaté (P. nympha) se výškové preference liší v závislosti na regionu, který obývá: na Tchaj-wanu se vyskytuje až do výšky 1 300 m, v Japonsku se však zdržuje v nižších nadmořských výškách. Kromě přirozených biotopů mohou pity využívat i oblasti pozměněné člověkem. Například migrující pity modrokřídlé (P. moluccensis) a pity kápové (P. sordida) využívají parky a městské zahrady v Singapuru.

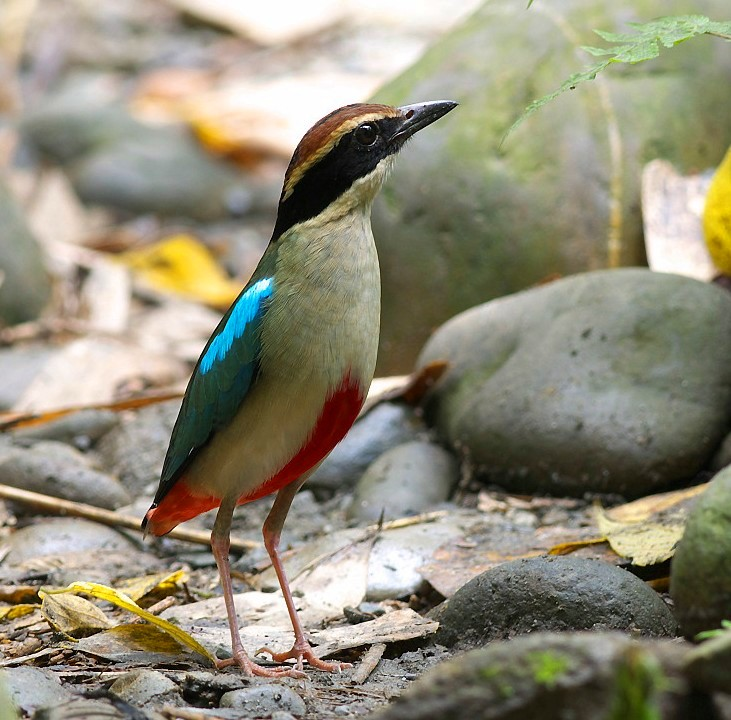
Pita hnědokorunkatá migruje z Koreje, Japonska, Tchaj-wanu a pobřežní Číny na Borneo

Největší druhová diverzita pitovitých je v jihovýchodní Asii. Ze všech tří známých rodů jsou nejrozšířenější zástupci rodu Pitta. Z tohoto rodu pocházejí dva druhy vyskytující se v Africe, pita africká (P. angolensis) a pita konžská (P. reichenowi), a také nejseverněji žijící druh (pita hnědokorunkatá) a nejjižněji žijící druh (pita hřmotivá, odb. P. versicolor). Do tohoto rodu patří i někteří vzdáleně rozšíření ostrovní endemité, včetně pity černolící (P. anerythra), jež je endemitem Šalomounových ostrovů. Pity z rodu Erythropitta se vyskytují převážně v Asii, přičemž jeden druh, Erythropitta macklotii, obývá i sever Austrálie. Pity rodu Hydrornis jsou výhradně asijské. Některé pity mají velký areál rozšíření, například pita kápová se vyskytuje od Nepálu po Novou Guineu. Jiné pity mají areál výskytu mnohem menší. Ohrožená pita nádherná (P. superba) je endemitem malého ostrova Manus, jenž je součástí Admiralitních ostrovů.
Migrace pitovitých jsou málo probádány a jejich studium je velmi obtížné. Ani studie založené na kroužkování nepřinesly o migraci pit příliš mnoho nových poznatků. V jedné studii na Filipínách bylo okroužkováno 2 000 pit červenobřichých, nicméně pouze deset ptáků se podařilo znovu odchytit, z toho pouze jeden z těchto odchytů nastal více než dva měsíce po prvním odchytu. Pouze čtyři druhy pit jsou zcela nebo převážně tažné, všechny pocházejí z rodu Pitta. Jde o druhy pita devítibarvá (P. brachyura), pita angolská, pita hnědokorunkatá a pita modrokřídlá. Kromě těchto čtyř druhů migruje i severní poddruh pity kápové. Ostatní druhy pitovitých mohou provádět menší nebo lokálnější, stále málo prostudované migrace v rámci svého areálu výskytu, včetně pity hřmotivé v Austrálii. Migrace pitovitých probíhají zřejmě v noci. Pity táhnou v nepočetných volných hejnech, která každoročně využívají stejné tahové zastávky k odpočinku a hledání potravy.
Zatímco většina druhů migruje přes pevninu, pita hnědokorunkatá migruje přes otevřené moře. Při migraci z Vietnamu na Borneo může urazit až 1000 km během jediného nepřetržitého letu.

## Biologie

### Chování
Pitovití jsou denní ptáci, avšak často se zdržují v tmavších částech lesa, kde hledají svou dobře schovanou kořist. Žijí skrytě, nicméně reagují na nahrávky svého zpěvu. Jedná se vesměs o solitérně žijící ptáky; dokonce i vztahy mezi rodiči a nedospělými ptáky se většinou omezují pouze na krmení. Jedinou výjimku z jejich samotářského způsobu života představují malé skupinky, jež pity vytvářejí v době tahu.
Pitovití jsou silně teritoriální ptáci, jejich hájená území mají rozlohu od 0,3 ha u pity angolské až po 10 ha u pity duhové. V zajetí se projevují velmi agresivně, napadají jiné druhy, a dokonce i zástupce stejného druhu; podobné chování však nebylo ve volné přírodě pozorováno. Pity na okrajích svých teritorií předvádějí ritualizovaná obranná chování, přímý střet mezi dvěma jedinci byl však zaznamenán pouze jednou. Příklady podobného chování lze demonstrovat na pitě duhové, jež se snaží svého soka vypudit postojem, při kterém se s narovnanýma nohama sklání a vydává mručivé zvuky. Podobné projevy doplňují pity pravidelným teritoriálním voláním. Tato volání mohou být velmi častá a podobné chování může představovat až 12 % denní aktivity ptáka. Tažné druhy brání teritoria na hnízdištích i zimovištích.
Zpěv pitovitých je zpravidla krátký, s jednoslabičnými nebo dvojslabičnými zvuky, často flétnovými nebo bzučivými. Ozývají se obě pohlaví, a to po celý rok. U jednoho druhu, pity nížinné (E. ussheri), byl v roce 2013 popsán i mechanický zvuk vydávaný za letu, pravděpodobně prostřednictvím mávání křídly.

### Potrava

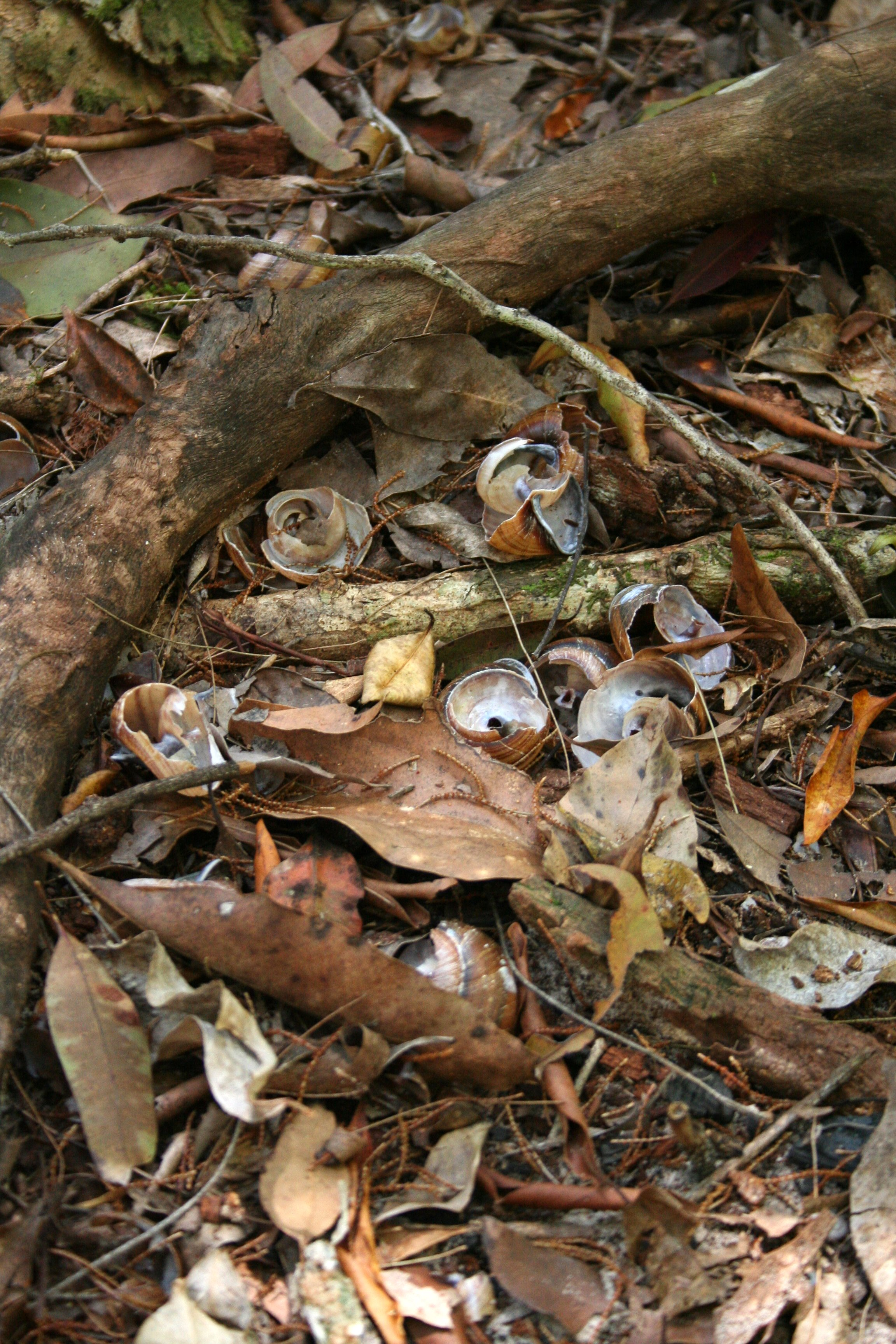
Kovadlina pity hřmotivé sloužící k rozbíjení schránek plžů

Hlavní složku jídelníčku pitovitých tvoří žížaly, hojně zastoupeni jsou rovněž plži. V suchých podmínkách, kdy se žížaly stahují hlouběji do půdy, se pity přeorientovávají i na širokou škálu další bezobratlé kořisti, včetně mnoha skupin hmyzu, jako jsou termiti, mravenci, brouci, polokřídlí a motýli. Lovit mohou i sladkovodní kraby, stonožky, mnohonožky nebo pavouky. Některé druhy, jako je pita hnědokorunkatá a pita duhová, mohou přemoci i drobné obratlovce, jako jsou scinkovití, žáby a někteří hadi. Pita hnědokorunkatá pojídá i rejsky. Existují také záznamy o tom, že některé pity konzumují i určitou část rostlinné složky, například plody palem rodu Carpentaria nebo semena kukuřice.
Potravu hledají odhrnováním podestýlky pomocí rychlých pohybů zobáku. Byly také pozorovány pity, jak svými zobáky propichují vlhkou půdu, v níž pátrají po žížalách. Pitovití mají dobře vyvinutý čich, jenž jim pravděpodobně umožňuje tímto způsobem žížaly vyhledávat. Tuto domněnku podpořila studie, která zjistila, že pita devítibarvá má největší čichový bulbus z 25 zkoumaných pěvců. Minimálně osm druhů pit používá k získávání potravy primitivní nástroje, a sice kameny, které pity používají jako kovadliny k roztloukání tvrdých schránek plžů. Pita duhová byla pozorována, jak za tímto účelem využívá kořen stromu.

### Hnízdění

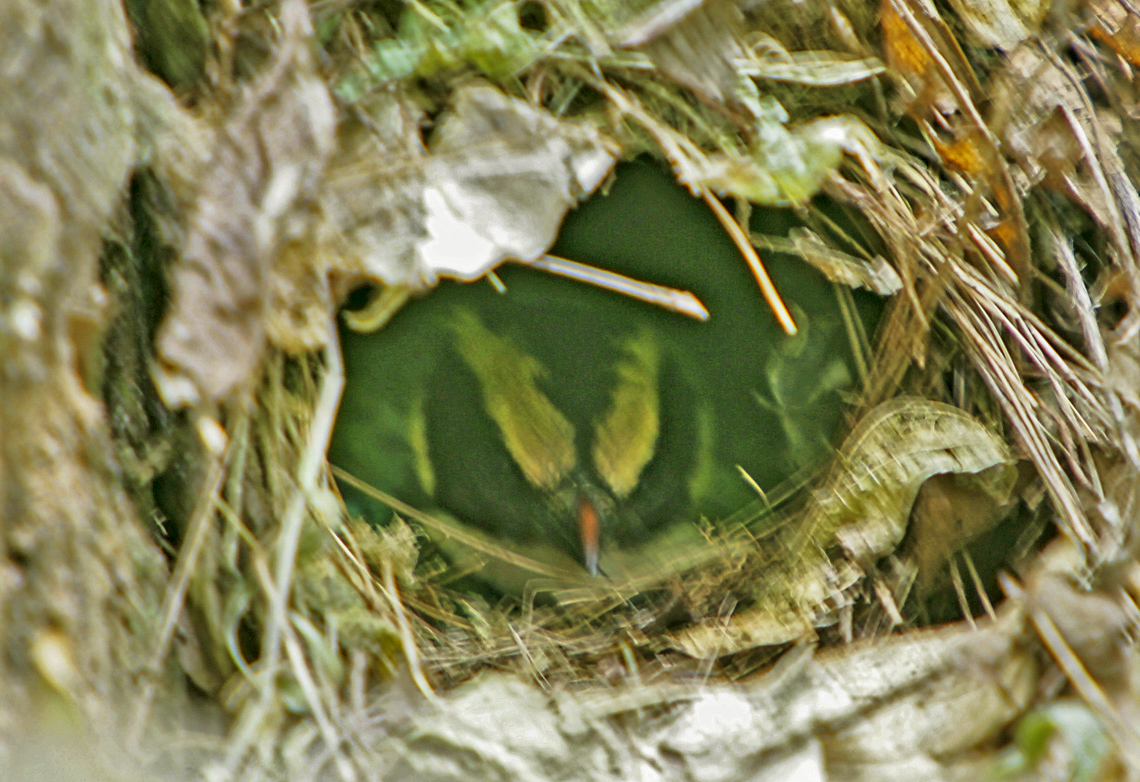
Inkubující pita konžská

Pity jsou monogamní ptáci, co si vehementně brání svá hnízdní teritoria. Většina druhů hnízdí sezónně, přičemž období rozmnožování v takovém případě začíná na počátku období dešťů. Výjimkou je pita nádherná z ostrova Manus, kde je dostatek vláhy po celý rok, takže tam pity hnízdí celoročně. Namlouvací rituály pitovitých nejsou příliš dobře prostudované. Například pita angolská se ale vyznačuje propracovaným tancem, při němž vyskakuje do vzduchu s nadmutou hrudí a dopadá zpět na bidlo.
Pity si staví jednoduchá hnízda, mající podobu kopule s bočním vchodem. Konstrukce hnízda je stejná u všech pit. Hnízdo je velké jako ragbyový míč a obvykle je dobře maskované mezi vegetací. Může se také podobat naváté hromadě listí. Několik druhů vytváří u vchodu do hnízda jakousi „rohožku“ z větviček (někdy zdobenou trusem savců). Hnízda pity staví buď na zemi, nebo na stromech. Některé druhy hnízdí výhradně na stromech (mj. oba africké druhy), jiné hnízdí pouze na zemi, další nejsou takto vyhraněny. Na stavbě hnízda spolupracují obě pohlaví, ale většinu práce odvádí samec. Stavba nového hnízda trvá přibližně dva až osm dní; tato doba se pravděpodobně liší v závislosti na zkušenostech zúčastněných ptáků. Při každém pokusu o hnízdění si pity vytvářejí nové hnízdo, přičemž práce na stavbě hnízda pro druhou snůšku mohou začít již v době, kdy rodiče ještě krmí mláďata z předchozího chovu.

Velikost snůšky se u jednotlivých druhů liší. Pity obvykle kladou tři až pět vajec, ačkoli pro pitu granátovou (E. granatina) jsou typická dvě vejce, zatímco pita modrokřídlá a pita devítibarvá častěji kladou šest vajec. Druhy vystavené většímu predačnímu tlaku pravděpodobně kladou menší snůšky, protože menší počet mláďat znamená méně výprav za potravou, takže pity neupozorňují predátory na přítomnost hnízda tak často jako v případě větších snůšek. Velikost snůšky se může lišit i v rámci jednoho druhu, a to v závislosti na zeměpisné šířce. Studie pity hřmotivé, rozšířené od Nové Guineje podél východního pobřeží Austrálie, zjistila, že ptáci v tropech kladou menší snůšky než ptáci v mírnějším podnebí. Vejce pit jsou na jednom konci mírně zašpičatělá. Mívají hladký povrch, ačkoli existují výjimky (pita nádherná). Velikost vajec se u jednotlivých druhů liší, přičemž menší druhy snášejí také menší vejce. Rozdíly ve velikosti lze nicméně pozorovat i v rámci jednoho druhu, opět především v závislosti na zeměpisné šířce. Například vejce pit hřmotivých jsou menší u tropických populací. Vejce jsou obvykle bílá nebo krémová, s jemně lesklým povrchem.

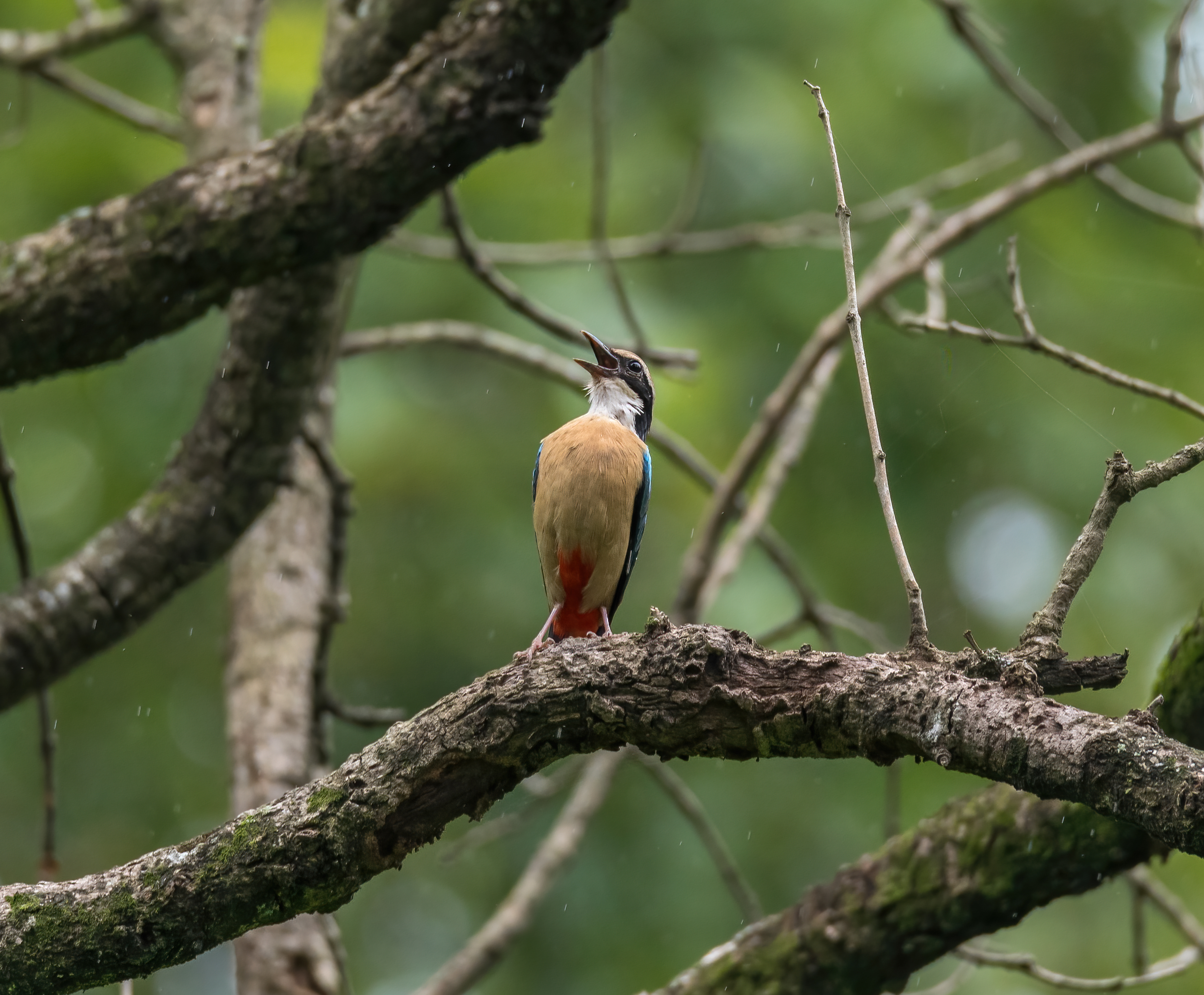
Pita devítibarvá

Inkubují oba rodiče po dobu 14–18 dní (typicky 14–16 dní). Mláďata se obvykle líhnou v průběhu několika dnů, nicméně u některých druhů je líhnutí synchronní. U pity thajské (H. gurneyi) po vylíhnutí mláďat rodiče zkonzumují vaječné skořápky, aby tak nedošlo ke zbytečným ztrátám vápníku použitého k vytvoření vajec. Není známo, zda toto chování vykazují i jiné druhy pitovitých, nicméně u ptáků obecně je podobné chování běžné. Stejně jako v případě inkubace, i péči o mláďata obstarávají oba rodiče. Ptáčata se líhnou zcela altriciální, neopeřená a slepá, plně závislá na rodičích, co se týče životních potřeb. Samec a samice pravidelně navštěvují hnízdo, aby mláďata nakrmili. Jedna studie pity thajské zjistila, že zkoumaný hnízdní pár uskutečnil celkem 2 300 krmných návštěv hnízda, přičemž během hnízdního období urazil odhadem 460 km. Žížaly, jakožto důležitá potrava mnoha druhů, tvoří mnohdy i dominantní složku potravy mláďat. Když jsou mláďata malá, dospělci mohou kořist předem naporcovat a větší kořist, jako jsou scinkové nebo hadi, podávají pouze dostatečně vyvinutým mláďatům.
Ptáčata vylétávají z hnízd 15–17 dní po vyklubání. Rodiče se o ně nadále starají po dobu kolem 10 dní, načež dochází k osamostatnění.

## Vztah s lidmi
Pity jsou ceněny pro své pestré opeření, a to jak ze strany místních obyvatel, tak ze strany vědců a chovatelů ptactva. Na Borneu může dokonce tělo mrtvé pity sloužit jako hračka pro místní děti. Navzdory popularitě těchto ptáků není snadný jejich chov v zajetí, protože vyžadují velké množství prostoru, dostatek vlhkosti a vhodného druhu vegetace. Pity patří mezi velmi oblíbenou čeleď ptáků i mezi pozorovateli ptáků, především díky barevnému opeření mnohých druhů a relativní obtížnosti spatřit tyto ptáky v jejich přirozeném prostředí.

### Ohrožení

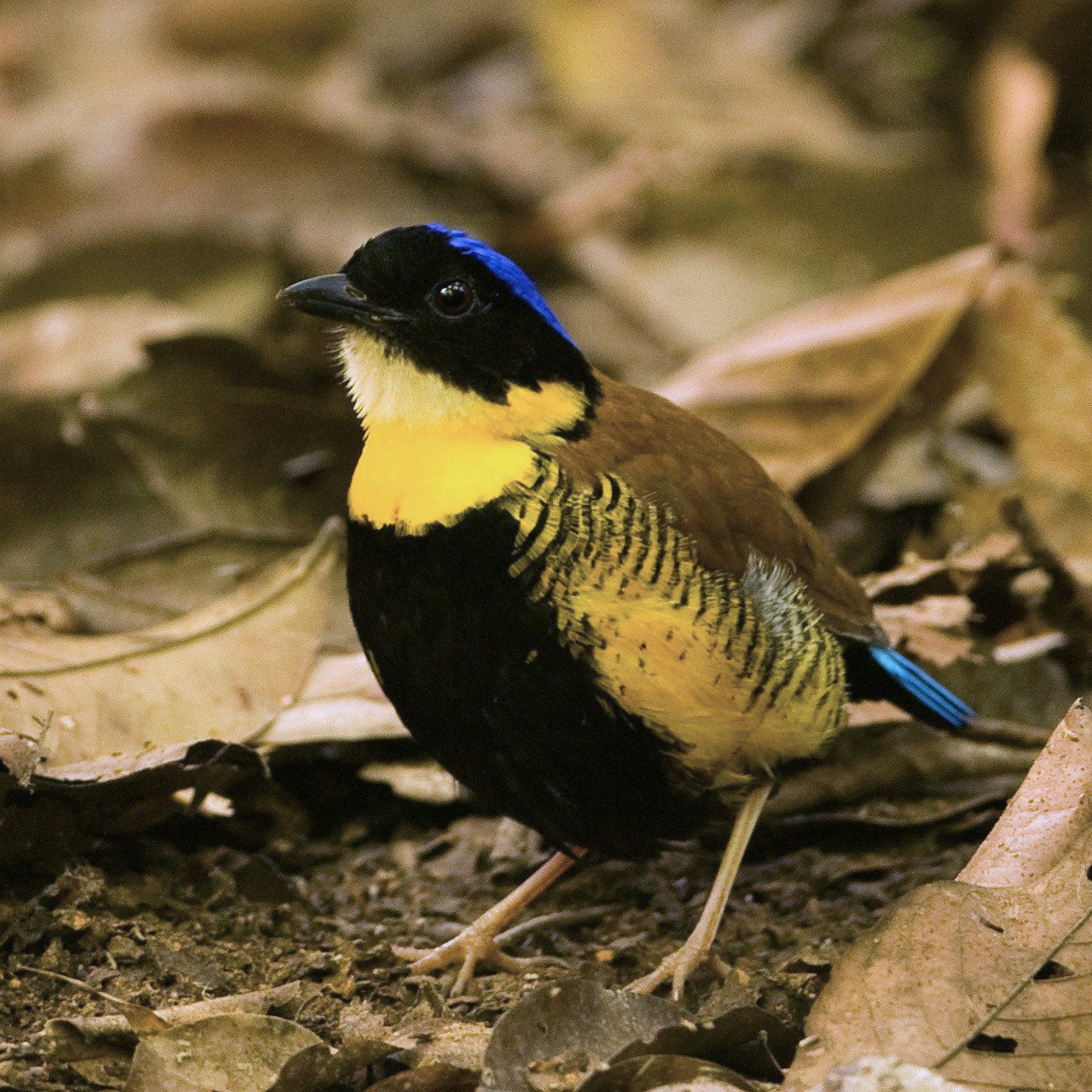
Pita thajská, samec

Pity, jakožto lesní ptáci, jsou zranitelné v důsledku ztráty biotopů způsobené rychlým odlesňováním. Jeden druh je Mezinárodním svazem ochrany přírody (IUCN) považován za kriticky ohrožený, tři druhy jsou hodnoceny jako ohrožené a dalších devět patří mezi druhy zranitelné. Sedm pitovitých je zařazeno na seznam téměř ohrožených druhů a jedna pita, Erythropitta meeki, je považována za druh, o němž chybí údaje pro vyhodnocení jeho stupně ohrožení (2022).
Nejohroženější pitou je pita thajská. Ta v letech 1952 až 1986 dokonce nebyla vůbec pozorována a teprve později došlo k objevení malé populace v jižním Thajsku. Tato malá populace se po svém znovuobjevení zmenšovala a v roce 2000 zahrnovala pouhých 10 párů, a druh se stal kriticky ohroženým. V roce 2003 však byla pita thajská poprvé od roku 1914 znovuobjevena také v Barmě, kde měly žít podle odhadů početné populace, díky čemuž došlo k přeřazení ptáka na seznam ohrožených druhů. Vyhodnocení Mezinárodního svazu ochrany přírody z roku 2019 nicméně upozornilo na další alarmující pokles populací vlivem bezuzdného odlesňování, s hrozbou zničení přirozeného prostředí pit v krátkodobém horizontu. Druh je od té doby opět považován za kriticky ohrožený a jeho budoucnost je nejistá. Ztráta přirozeného prostředí je v menší míře problémem i pro ostatní druhy. Rychlé tempo ztráty lesů na Borneu například posunulo pitu modrohlavou, která byla ještě v roce 1996 považována za běžný, neohrožený druh, na seznam druhů považovaných za zranitelné.
Vyjma ztráty biotopů představuje hrozbu i lov. Zatímco většinu pěvců pytláci odchytávají pro jejich zpěv, pity mohou představovat spíše vedlejší úlovek při sběru jiných druhů, anebo mohou být lapány kvůli svému atraktivnímu opeření, případně mohou sloužit i jako potrava. Na ostrově Manus místní obyvatelé uvádějí, že za vzácností pity nádherné stojí predace hady, včetně bojgy hnědé. Nicméně bojga, jejíž zavlečení je mj. na Guamu spojeno s vyhubením místního ptactva, je na ostrově Manus původním druhem, a řadí se tak pravděpodobně mezi přirozené predátory.